# Juraj Baláž
Juraj Baláž (ur. 12 czerwca 1980 w Nitrze) – słowacki piłkarz występujący na pozycji bramkarza.

## Kariera klubowa
Wychowanek klubu FC Nitra. W 1998 roku przeniósł się do Spartaka Trnawa, gdzie nie zaliczył jednak żadnego ligowego występu, będąc wypożyczanym do zespołów z niższych kategorii rozgrywkowych. W latach 2006–2008 grał w czeskich drużynach FK Tatran Prachatice oraz Spartak MAS Sezimovo Ústí (ČFL). W połowie 2008 roku związał się 3-letnią umową z Tatranem Preszów. 18 kwietnia 2009 zadebiutował w Superlidze w meczu z MŠK Žilina (2:2). Po roku odszedł z klubu, ogółem zaliczając 8 spotkań na poziomie słowackiej ekstraklasy.
Przed sezonem 2009/10 został zawodnikiem Polonii Bytom. 28 sierpnia 2009 rozegrał jedyny mecz w Ekstraklasie, kiedy to wystąpił w przegranym 0:1 spotkaniu przeciwko Legii Warszawa. Wkrótce po tym doznał na treningu kontuzji, która wyeliminowała go z gry do końca roku, przez co stracił miejsce w składzie na rzecz Wojciecha Skaby i Szymona Gąsińskiego. W sezonie 2010/11 występował on w rozgrywkach Młodej Ekstraklasy. Na zakończenie tego samego sezonu Polonia zajęła ostatnią lokatę w tabeli i spadła do I ligi. Baláž w dalszym ciągu pełnił rolę rezerwowego, z wyjątkiem jesieni 2011 roku, kiedy to zaliczył 15 ligowych spotkań. W grudniu 2012 roku postanowił nie przedłużać wygasającej z końcem miesiąca umowy.
W lutym 2013 roku został zawodnikiem lidera II ligi słowackiej FO ŽP Šport Podbrezová. W sezonie 2013/14 klub uzyskał pierwszy w historii awans do słowackiej ekstraklasy. Po wywalczeniu promocji Baláž stracił pozycję podstawowego bramkarza. Wraz z końcem 2015 roku odszedł z zespołu. Ogółem rozegrał dla tego klubu 36 ligowych spotkań, w tym 12 na poziomie Fortuna Ligi. Wiosną 2016 roku ponownie rozpoczął występy w półamatorskim klubie FC Neded (III liga), gdzie grał w latach 2002–2003. Po sezonie 2015/16 zakończył karierę zawodniczą.